# 陳代民
陳代民（1953年3月6日—），籍貫江蘇徐州，前臺灣男子籃球運動員，亞青國手，畢業於臺北市立體育專科學校，1980年夏天考進中國文化大學體育系，但只讀半年因為時間不夠就休學，生涯效力過台林、飛駝、陸光與北市銀，妻子為女籃國手周宜瑩。